# Marcelo Albornoz Serrano
Hernán Marcelo Albornoz Serrano (Providencia, 11 de mayo de 1967) es un abogado y político chileno, exmiembro del Partido Demócrata Cristiano (PDC). Se desempeñó como subsecretario de Justicia de su país durante el segundo gobierno de Michelle Bachelet entre marzo de 2014 y febrero de 2015. Actualmente, ejerce su profesión en el estudio jurídico «Albornoz y Cía, abogados y consultores».

## Estudios y carrera profesional
Realizó sus estudios superiores en la carrera de derecho en la Universidad de Chile.
Dentro de su trayectoria profesional, a inicios de 1990, se incorporó a la Dirección del Trabajo (DT), llegando a ser jefe del Departamento Jurídico y director nacional —en calidad de subrogante (s) tras la renuncia de María Ester Feres— de la misma institución, durante el gobierno del presidente Ricardo Lagos, desde octubre de 2004 hasta inicios de 2005, cuando asumió la titularidad oficial, hasta marzo de 2006. Asimismo, fue miembro titular del Comité de Libertad Sindical de la Organización Internacional del Trabajo (OIT).
Con ocasión del segundo gobierno de Michelle Bachelet, el 11 de marzo de 2014, fue nombrado como subsecretario de Justicia; manteniéndose en dicha función hasta su renuncia por "motivos personales" el 25 de febrero de 2015.
Entre otras actividades, se ha desempeñado como profesor del magíster de Recursos Humanos en la Escuela de Administración de la Pontificia Universidad Católica de Chile (PUC) y como investigador de la Universidad Adolfo Ibáñez (UAI).